# Josef Georg Pfab
Josef Georg Pfab (ur. 7 sierpnia 1922 w Gengenbachu, zm. 24 listopada 2000 w Gars am Inn) – ksiądz katolicki, zakonnik, Przełożony Generalny Zgromadzenia Redemptorystów (CSsR) od 1973 do 1985, doktor prawa kanonicznego.
Śluby zakonne złożył 2 września 1948, a święcenia przyjął 10 maja 1953. Na Kapitule Generalnej w 1967 został wybrany Konsultorem i Prokuratorem Generalnym. W 1973 został wybrany Przełożonym Generalnym Zgromadzenia Redemptorystów. Urząd sprawował jeszcze przez dwie sześcioletnie kadencje do 1985.
Jego następcą na stanowisku Przełożonego Generalnego Zgromadzenia Redemptorystów został Juan Manuel Lasso de la Vega y Miranda.